# Beskæring af frugtbuske
|  | Denne artikel er oprettet af botten Steenthbot ud fra en ekstern database. Den kan derfor have sproglige fejl eller mangler. Denne skabelon kan fjernes efter kontrol af indholdet. |

Beskæring af frugtbuske er en dansk dokumentarfilm fra 1956 instrueret af Per B. Holst og Ernst Møholt og efter manuskript af Arne Sørensen og Per B. Holst.